# Pétanque-Europameisterschaft der Espoirs 2013
Die 4. Pétanque-Europameisterschaft der Espoirs fand vom 19. bis 20. Oktober 2013 in der Düsseldorfer Boule-Halle des Vereins „sur place“ in parallelen Damen- und Herren-Wettbewerben statt. Es spielten je acht Teams in zwei Vierergruppen.

## Modus
Anders als bei Welt- und Europameisterschaften der Herren, Damen oder Junioren wird die Europameisterschaft der Espoirs nicht ausschließlich im Triplette mit Auswechselmöglichkeit ausgetragen. Stattdessen folgt auf eine erste Runde Triplette zeitgleich ein Doublette und ein Tête à tête, ohne die Möglichkeit zu wechseln.
Jeder Sieg wird mit einem Punkt gewertet. Somit gewinnt die Gesamtpartie das Team, das mindestens zwei der drei Spiele für sich entscheiden kann.
Es wird eine Vorrunde in Vierergruppen (jeder gegen jeden) gespielt. Die Ersten und Zweiten jeder Gruppe erreichen das Halbfinale, das über Kreuz (A1 – B2 und B1 – A2) gespielt wird. Es gibt kein Spiel um Platz drei.
Anders als bei der letzten EM 2011 werden die Vorrundengruppen diesmal am Abend vor Turnierbeginn ausgelost. Dabei gibt es keine Setzrechte.

## Herren
Titelverteidiger ist Frankreich, das neben Gastgeber Deutschland vorqualifiziert war. Andere Teams mussten in eine Qualifikationsrunde.

### Qualifikation
Zur Ermittlung der sechs freien Startplätze fanden im Vorfeld der Europameisterschaft drei Qualifikationsturniere statt, an denen je 6 Teams teilnahmen. Pro Qualifikationsgruppe qualifizierten sich die ersten beiden Teams für die EM.
Überraschend nicht zur Qualifikation gemeldet hatte Monaco, Vizemeister von 2011.

#### Gruppe A
In der Qualifikationsgruppe A sollten ursprünglich in Luxemburg neben dem Gastgeber Finnland, Norwegen, Schweden, Spanien und die Türkei um die Startplätze für die EM spielen. Norwegen sagte jedoch die Teilnahme ab, so dass fünf Teams die zwei Plätze ausspielten.
Neben den favorisierten Spaniern setzte sich auch der Gastgeber durch den gewonnenen direkten Vergleich gegen Finnland durch und qualifizierte sich erstmals seit 2008 wieder für eine EM.
| Platz | Team      | Siege | Spiele | Diff. |
| ----- | --------- | ----- | ------ | ----- |
| 1     | Spanien   | 4     | 11:1   | +76   |
| 2     | Luxemburg | 2     | 7:5    | +34   |
| 3     | Finnland  | 2     | 6:6    | −19   |
| 4     | Türkei    | 1     | 3:9    | −56   |
| 5     | Schweden  | 1     | 3:9    | −35   |

| Runde | Team 1    | Team 2   | 3:3   | 2:2   | 1:1   | Kugeln | Endstand |
| ----- | --------- | -------- | ----- | ----- | ----- | ------ | -------- |
| 1     | Luxemburg | Spanien  | 10:13 | 04:13 | 13:10 | 27:36  | 1:2      |
| 1     | Türkei    | Finnland | 06:13 | 07:13 | 13:8  | 26:34  | 1:2      |
| 2     | Luxemburg | Finnland | 10:13 | 13:1  | 13:6  | 36:20  | 2:1      |
| 2     | Türkei    | Schweden | 06:13 | 13:6  | 13:9  | 32:28  | 2:1      |
| 3     | Türkei    | Spanien  | 03:13 | 06:13 | 04:13 | 13:39  | 0:3      |
| 3     | Schweden  | Finnland | 09:13 | 11:13 | 12:13 | 28:39  | 0:3      |
| 4     | Luxemburg | Schweden | 07:13 | 12:13 | 13:5  | 32:31  | 1:2      |
| 4     | Spanien   | Finnland | 13:0  | 13:8  | 13:9  | 39:17  | 3:0      |
| 5     | Luxemburg | Türkei   | 13:2  | 13:5  | 13:6  | 39:13  | 3:0      |
| 5     | Spanien   | Schweden | 13:2  | 13:7  | 13:11 | 39:20  | 3:0      |

#### Gruppe B
Die Qualifikationsgruppe B spielte in den Niederlanden. Dort empfing der Gastgeber Belgien, Israel, Italien, Slowenien und Tschechien.
Souverän setzten sich die Favoriten Belgien und Italien durch. Für den Gastgeber blieb nur der dritte Platz.
| Platz | Team        | Siege | Spiele | Diff. |
| ----- | ----------- | ----- | ------ | ----- |
| 1     | Italien     | 5     | 14:1   | +96   |
| 2     | Belgien     | 4     | 13:2   | +86   |
| 3     | Niederlande | 3     | 8:7    | +17   |
| 4     | Slowenien   | 1     | 4:11   | −77   |
| 5     | Israel      | 1     | 3:12   | −49   |
| 6     | Tschechien  | 1     | 3:12   | −73   |

| Runde | Team 1      | Team 2     | 3:3   | 2:2   | 1:1   | Kugeln | Endstand |
| ----- | ----------- | ---------- | ----- | ----- | ----- | ------ | -------- |
| 1     | Niederlande | Slowenien  | 13:0  | 10:13 | 13:11 | 36:24  | 2:1      |
| 1     | Israel      | Italien    | 03:13 | 10:13 | 09:13 | 22:39  | 0:3      |
| 1     | Belgien     | Tschechien | 13:6  | 13:6  | 13:9  | 39:21  | 3:0      |
| 2     | Niederlande | Italien    | 08:13 | 09:13 | 08:13 | 25:39  | 0:3      |
| 2     | Israel      | Belgien    | 02:13 | 00:13 | 09:13 | 11:39  | 0:3      |
| 2     | Slowenien   | Tschechien | 13:10 | 03:13 | 12:13 | 28:36  | 1:2      |
| 3     | Niederlande | Tschechien | 13:11 | 13:5  | 13:6  | 39:22  | 3:0      |
| 3     | Israel      | Slowenien  | 12:13 | 07:13 | 13:7  | 32:33  | 1:2      |
| 3     | Belgien     | Italien    | 06:13 | 13:6  | 10:13 | 29:32  | 1:2      |
| 4     | Niederlande | Belgien    | 07:13 | 10:13 | 09:13 | 24:39  | 0:3      |
| 4     | Israel      | Tschechien | 13:7  | 13:0  | 08:13 | 34:20  | 2:1      |
| 4     | Slowenien   | Italien    | 00:13 | 00:13 | 09:13 | 9:39   | 0:3      |
| 5     | Niederlande | Israel     | 13:2  | 13:8  | 13:12 | 39:22  | 3:0      |
| 5     | Italien     | Tschechien | 13:2  | 13:0  | 13:5  | 39:7   | 3:0      |
| 5     | Slowenien   | Belgien    | 03:13 | 03:13 | 05:13 | 11:39  | 0:3      |

#### Gruppe C
Die Qualifikationsgruppe C wurde in Dänemark ausgetragen. Neben dem Gastgeber traten auch England, Österreich, die Schweiz, die Slowakei und Ungarn an.
Auch hier setzten sich die favorisierten Teams durch. Neben dem Gastgeber sicherte sich die Schweiz ein Endrundenticket und wird damit zum zweiten Mal an einer EM teilnehmen.
Aufgrund des direkten Vergleiches unter den Mannschaften mit zwei Siegen ist England Dritter, die Slowakei Vierter und Österreich Fünfter.
| Platz | Team       | Siege | Spiele | Diff. |
| ----- | ---------- | ----- | ------ | ----- |
| 1     | Schweiz    | 5     | 12:3   | +83   |
| 2     | Dänemark   | 4     | 12:3   | +84   |
| 3     | England    | 2     | 7:8    | −9    |
| 4     | Slowakei   | 2     | 8:7    | −22   |
| 5     | Österreich | 2     | 5:10   | −18   |
| 6     | Ungarn     | 0     | 1:14   | −118  |

| Runde | Team 1     | Team 2     | 3:3   | 2:2   | 1:1   | Kugeln | Endstand |
| ----- | ---------- | ---------- | ----- | ----- | ----- | ------ | -------- |
| 1     | Dänemark   | Österreich | 13:3  | 13:6  | 13:11 | 39:20  | 3:0      |
| 1     | Schweiz    | England    | 13:0  | 13:10 | 13:7  | 39:17  | 3:0      |
| 1     | Ungarn     | Slowakei   | 03:13 | 11:13 | 06:13 | 20:39  | 0:3      |
| 2     | Dänemark   | England    | 13:0  | 13:0  | 13:9  | 39:9   | 3:0      |
| 2     | Schweiz    | Ungarn     | 13:1  | 13:5  | 13:2  | 39:8   | 3:0      |
| 2     | Österreich | Slowakei   | 06:13 | 13:2  | 13:6  | 32:21  | 2:1      |
| 3     | Dänemark   | Slowakei   | 13:4  | 12:13 | 13:1  | 38:18  | 2:1      |
| 3     | Schweiz    | Österreich | 13:9  | 12:13 | 13:9  | 38:31  | 2:1      |
| 3     | Ungarn     | England    | 04:13 | 04:13 | 03:13 | 11:39  | 0:3      |
| 4     | Österreich | England    | 04:13 | 07:13 | 12:13 | 23:39  | 0:3      |
| 4     | Dänemark   | Ungarn     | 13:1  | 13:4  | 13:7  | 39:12  | 3:0      |
| 4     | Slowakei   | Schweiz    | 06:13 | 13:12 | 08:13 | 27:38  | 1:2      |
| 5     | Dänemark   | Schweiz    | 04:13 | 06:13 | 13:9  | 23:35  | 1:2      |
| 5     | Österreich | Ungarn     | 13:3  | 10:13 | 13:7  | 36:23  | 2:1      |
| 5     | England    | Slowakei   | 13:4  | 05:13 | 11:13 | 29:30  | 1:2      |

### Vorrunde
Im August nominierte der Deutsche Pétanque Verband (DPV) Pascal Keller (PCB Horb/Baden-Württemberg), Vincent Probst (MKWU München/Bayern), Robin Stentenbach (1. BPC Bad Godesberg/NRW) und Manuel Strokosch (BC Niedersalbach/Saarland) für die EM.
Am Freitag, dem 18. Oktober 2013, wurden die Vorrundengruppen ausgelost. Dabei kamen folgende Gruppen zustande:
Deutschland erwischte mit Titelverteidiger Frankreich, das unter anderem mit Dylan Rocher und Kevin Malbec, die eine Woche zuvor noch Herren-Europameister wurden, antritt, Italien und Spanien eine sehr schwere Vorrundengruppe.
Die andere Gruppe bilden Belgien, Dänemark, Luxemburg und die Schweiz.
Die Vorrunde wird am Samstag, den 19. Oktober ausgetragen.
| Gruppen     | Gruppen   |
| ----------- | --------- |
| A           | B         |
| Spanien     | Luxemburg |
| Deutschland | Schweiz   |
| Frankreich  | Dänemark  |
| Italien     | Belgien   |

#### Gruppe A
Deutschland spielte als Gastgeber in der Gruppe A gegen Titelverteidiger Frankreich, Italien und Spanien.
Somit trafen drei Medaillengewinner der letzten EM bereits in der Vorrunde aufeinander.
Wie erwartet setzte sich Frankreich souverän als Erster durch. Spanien und Italien lieferten sich im letzten Gruppenspiel einen wahren Krimi um den Halbfinaleinzug, den die Italiener nach einem verlorenen Triplette noch für sich entschieden.
Ohne einen einzigen Sieg blieb Deutschland abgeschlagen der letzte Platz.
| Platz | Team        | Siege | Spiele | Kugeln | Diff. |
| ----- | ----------- | ----- | ------ | ------ | ----- |
| 1     | Frankreich  | 3     | 8:1    | 108:26 | +82   |
| 2     | Italien     | 2     | 6:3    | 90:69  | +21   |
| 3     | Spanien     | 1     | 4:5    | 75:88  | −13   |
| 4     | Deutschland | 0     | 0:9    | 27:117 | −90   |

| Runde | Team 1      | Team 2      | 3:3   | 2:2   | 1:1   | Kugeln | Endstand |
| ----- | ----------- | ----------- | ----- | ----- | ----- | ------ | -------- |
| 1     | Spanien     | Deutschland | 13:5  | 13:7  | 13:0  | 39:12  | 3:0      |
| 1     | Frankreich  | Italien     | 13:0  | 13:1  | 04:13 | 30:14  | 2:1      |
| 2     | Spanien     | Frankreich  | 00:13 | 04:13 | 04:13 | 8:39   | 0:3      |
| 2     | Deutschland | Italien     | 01:13 | 04:13 | 06:13 | 11:39  | 0:3      |
| 3     | Spanien     | Italien     | 13:11 | 06:13 | 09:13 | 28:37  | 1:2      |
| 3     | Deutschland | Frankreich  | 01:13 | 00:13 | 03:13 | 4:39   | 0:3      |

#### Gruppe B
In der Gruppe B gab es keinen klaren Favoriten. Außer Dänemark war keine Nation bei der letzten EM dabei.
Hier gewann Belgien alle Spiele und zog als Erster ins Halbfinale ein. Nach einer Auftaktniederlage gewann auch Dänemark die beiden Duelle gegen Luxemburg und die Schweiz und hatte somit die erste Herren-Medaille bei einer Espoir-EM sicher.
Die Schweiz und Luxemburg schieden aus. Für die Schweizer reichten dabei drei gewonnene Partien zu keinem Gesamtsieg.
| Platz | Team      | Siege | Spiele | Kugeln | Diff. |
| ----- | --------- | ----- | ------ | ------ | ----- |
| 1     | Belgien   | 3     | 7:2    | 104:79 | +25   |
| 2     | Dänemark  | 2     | 6:3    | 106:81 | +25   |
| 3     | Luxemburg | 1     | 2:7    | 75:104 | −29   |
| 4     | Schweiz   | 0     | 3:6    | 75:96  | −21   |

| Runde | Team 1    | Team 2   | 3:3   | 2:2   | 1:1   | Kugeln | Endstand |
| ----- | --------- | -------- | ----- | ----- | ----- | ------ | -------- |
| 1     | Luxemburg | Schweiz  | 13:2  | 09:13 | 13:11 | 35:26  | 2:1      |
| 1     | Dänemark  | Belgien  | 11:13 | 12:13 | 13:9  | 36:35  | 1:2      |
| 2     | Luxemburg | Dänemark | 04:13 | 05:13 | 11:13 | 20:39  | 0:3      |
| 2     | Schweiz   | Belgien  | 05:13 | 05:13 | 13:4  | 23:30  | 1:2      |
| 3     | Luxemburg | Belgien  | 03:13 | 07:13 | 10:13 | 20:39  | 0:3      |
| 3     | Schweiz   | Dänemark | 03:13 | 10:13 | 13:5  | 26:31  | 1:2      |

### Finalrunde
Die Finalrunde mit den Halbfinalspielen und dem Finale findet komplett am 20. Oktober 2011 statt.
In den Halbfinals spielte der Gruppenerste gegen den Gruppenzweiten der jeweils anderen Gruppe.
Frankreich und Italien gewannen beide ihre Spiele deutlich mit 3:0 und erreichten so das Finale.
Für Belgien und Dänemark blieb es bei Bronze.
Im Finale führte Italien zunächst nach dem Triplette mit 1:0. Doch zwei deutliche Siege in der zweiten Runde brachten dem französischen Team den vierten Titel bei der vierten EM.
|  | Halbfinale | Halbfinale | Halbfinale |  |  | Finale | Finale     | Finale |
|  |            |            |            |  |  |        |            |        |
|  |            |            |            |  |  |        |            |        |
|  | A1         | Frankreich | 3          |  |  |        |            |        |
|  | B2         | Dänemark   | 0          |  |  |        |            |        |
|  |            |            |            |  |  |        | Frankreich | 2      |
|  |            |            |            |  |  |        | Italien    | 1      |
|  | B1         | Belgien    | 0          |  |  |        |            |        |
|  | A2         | Italien    | 3          |  |  |        |            |        |
|  |            |            |            |  |  |        |            |        |

| Runde  | Team 1     | Team 2   | 3:3   | 2:2   | 1:1   | Kugeln | Endstand |
| ------ | ---------- | -------- | ----- | ----- | ----- | ------ | -------- |
| HF1    | Frankreich | Dänemark | 13:6  | 13:5  | 13:5  | 39:16  | 3:0      |
| HF2    | Belgien    | Italien  | 05:13 | 00:13 | 08:13 | 13:39  | 0:3      |
| Finale | Frankreich | Italien  | 06:13 | 13:0  | 13:3  | 32:16  | 2:1      |

### Endstand
| Platz | Land        | Spieler                                                                   |
| ----- | ----------- | ------------------------------------------------------------------------- |
| 1     | Frankreich  | Logan Amourette, Florent Coutanson, Williams Dauphant, Dylan Rocher       |
| 2     | Italien     | Alessandro Basso, Mattia Chiapello, Gianluca Rattenni, Diego Rizzi        |
| 3     | Belgien     | Dylan Alexandre, Logan Baton, Jonas Buyck, Dieter Verplancke              |
|       | Danemark    | Morten Junge, Daniel Presutti, Mathias Beyer, Lasse Dithmar               |
| 5     | Luxemburg   | Gary Barone, Luc Cattazzo, Thomas Pickar, Thibaut Weber                   |
|       | Spanien     | José Luis Guasch, Pedro Garcia, José Manuel Fernandez, Juan Carlos Sogorb |
| 7     | Deutschland | Pascal Keller, Vincent Probst, Robin Stentenbach, Manuel Strokosch        |
|       | Schweiz     | Maik Molinas, Tony Molinas, Julien Pittet, Steven Tamburini               |

## Damen
Titelverteidiger ist Deutschland. Somit wurde in den Qualifikationsgruppen um sieben Startplätze gespielt.

### Qualifikation
Wie bei den Herren fanden auch für die Damenkonkurrenz drei Qualifikationsturniere statt. Es meldeten 14 Teams, die auf eine Vierergruppe und zwei Fünfergruppen aufgeteilt wurden.
Die Ersten und Zweiten jeder Gruppe sowie der beste Dritte aus den beiden Fünfergruppen qualifizierte sich für die EM.

#### Gruppe A
Die Vierergruppe A spielte in Ungarn. Dort traten außerdem Belgien, Italien und Tschechien an.
Die Favoritinnen aus Belgien und Italien setzten sich in dieser Gruppe souverän durch und qualifizierten sich für die EM.
| Platz | Team       | Siege | Spiele | Diff. |
| ----- | ---------- | ----- | ------ | ----- |
| 1     | Italien    | 3     | 7:2    | +49   |
| 2     | Belgien    | 2     | 6:3    | +41   |
| 3     | Tschechien | 1     | 4:5    | −25   |
| 4     | Ungarn     | 0     | 1:8    | −65   |

| Runde | Team 1     | Team 2     | 3:3   | 2:2   | 1:1   | Kugeln | Endstand |
| ----- | ---------- | ---------- | ----- | ----- | ----- | ------ | -------- |
| 1     | Ungarn     | Italien    | 02:13 | 13:10 | 02:13 | 17.36  | 1:2      |
| 1     | Tschechien | Belgien    | 01:13 | 13:11 | 00:13 | 14:37  | 1:2      |
| 2     | Ungarn     | Tschechien | 08:13 | 06:13 | 09:13 | 23:39  | 0:3      |
| 2     | Italien    | Belgien    | 13:0  | 13:9  | 08:13 | 34:22  | 2:1      |
| 3     | Ungarn     | Belgien    | 07:13 | 02:13 | 00:13 | 9:39   | 0:3      |
| 3     | Italien    | Tschechien | 13:11 | 13:6  | 13:4  | 39:21  | 3:0      |

#### Gruppe B
Gruppe B wurde in Spanien ausgetragen. Die Gastgeberinnen empfingen Dänemark, England, die Niederlande und Österreich.
Spanien gewann jedes Spiel und qualifizierte sich problemlos für die EM.
Der zweite sichere Startplatz war dagegen hart umkämpft. Aufgrund des direkten Vergleiches platzierte sich hier England vor Dänemark, das nur aufgrund einer 12:13-Niederlage im Tête-a-tête den Kürzeren zog.
Ebenfalls denkbar knapp scheiterte die Niederlande, die sogar zwei 12:13-Resultate in entscheidenden Spielen gegen sich hatten.
Österreich, bei der EM 2011 noch Siebter geworden, blieb der vorletzte Tabellenplatz, da man den direkten Vergleich gegen die Niederlande für sich entscheiden konnte.
| Platz | Team        | Siege | Spiele | Diff. |
| ----- | ----------- | ----- | ------ | ----- |
| 1     | Spanien     | 4     | 12:0   | +81   |
| 2     | England     | 2     | 4:8    | −26   |
| 3     | Dänemark    | 2     | 5:7    | −21   |
| 4     | Österreich  | 1     | 4:8    | −42   |
| 5     | Niederlande | 1     | 5:7    | +8    |

| Runde | Team 1      | Team 2      | 3:3   | 2:2   | 1:1   | Kugeln | Endstand |
| ----- | ----------- | ----------- | ----- | ----- | ----- | ------ | -------- |
| 1     | Spanien     | England     | 13:8  | 13:11 | 13:0  | 39:19  | 3:0      |
| 1     | Niederlande | Dänemark    | 11:13 | 13:7  | 12:13 | 36:33  | 1:2      |
| 2     | Spanien     | Dänemark    | 13:5  | 13:7  | 13:5  | 39:17  | 3:0      |
| 2     | Niederlande | Österreich  | 13:1  | 04:13 | 12:13 | 29:27  | 1:2      |
| 3     | Niederlande | England     | 13:2  | 13:7  | 13:8  | 39:17  | 3:0      |
| 3     | Österreich  | Dänemark    | 00:13 | 13:2  | 11:13 | 24:28  | 1:2      |
| 4     | Spanien     | Österreich  | 13:7  | 13:7  | 13:5  | 39:19  | 3:0      |
| 4     | England     | Dänemark    | 06:13 | 13:7  | 13:12 | 32:22  | 2:1      |
| 5     | Spanien     | Niederlande | 13:6  | 13:7  | 13:7  | 39:20  | 3:0      |
| 5     | England     | Österreich  | 13:4  | 13:3  | 10:13 | 36:20  | 2:1      |

#### Gruppe C
In Gruppe C empfing die Schweiz neben dem Europameister von 2008, Frankreich, auch Schweden, Slowenien und die Türkei.
Wie erwartet setzte sich Frankreich mit 4 Siegen als Gruppenerster durch. Dahinter landeten drei Teams mit jeweils zwei Siegen.
Aufgrund des direkten Vergleiches untereinander wurde Slowenien Zweiter, die Schweiz Dritter und Schweden verpasste als Vierter die Qualifikation.
Die Schweiz löste das Ticket zur EM aufgrund des besseren Quervergleiches zum Dritten der Gruppe B, Dänemark. Sieben gewonnenen Partien standen hierbei fünf der Däninnen gegenüber.
| Platz | Team        | Siege | Spiele | Diff. |
| ----- | ----------- | ----- | ------ | ----- |
| 1     | Frankreich* | 4     | 10:2   | +98   |
| 2     | Slowenien*  | 2     | 7:5    | +16   |
| 3     | Schweiz*    | 2     | 7:5    | −10   |
| 4     | Schweden    | 2     | 5:7    | −22   |
| 5     | Türkei      | 0     | 1:11   | −82   |

| Runde | Team 1     | Team 2     | 3:3   | 2:2   | 1:1   | Kugeln | Endstand |
| ----- | ---------- | ---------- | ----- | ----- | ----- | ------ | -------- |
| 1     | Schweiz    | Slowenien  | 13:9  | 10:13 | 13:12 | 36:34  | 2:1      |
| 1     | Türkei     | Schweden   | 09:13 | 10:13 | 05:13 | 24:39  | 0:3      |
| 2     | Schweiz    | Schweden   | 13:11 | 06:13 | 06:13 | 25:37  | 1:2      |
| 2     | Türkei     | Frankreich | 01:13 | 00:13 | 08:13 | 9:39   | 0:3      |
| 3     | Türkei     | Slowenien  | 04:13 | 01:13 | 13:10 | 18:36  | 1:2      |
| 3     | Frankreich | Schweden   | 13:0  | 13:2  | 13:7  | 39:9   | 3:0      |
| 4     | Schweiz    | Frankreich | 00:13 | 05:13 | 13:11 | 18:37  | 1:2      |
| 4     | Slowenien  | Schweden   | 13:10 | 13:4  | 13:6  | 39:20  | 3:0      |
| 5     | Schweiz    | Türkei     | 13:5  | 13:8  | 13:7  | 39:20  | 3:0      |
| 5     | Slowenien  | Frankreich | 05:13 | 13:12 | 01:13 | 19:38  | 1:2      |

(*) Aus dem direkten Vergleich der drei Teams mit zwei Siegen untereinander ergab sich folgende Tabelle:
| Platz | Team      | Siege | Spiele |
| ----- | --------- | ----- | ------ |
| 1     | Slowenien | 1     | 4:2    |
| 2     | Schweiz   | 1     | 3:3    |
| 3     | Schweden  | 1     | 2:4    |

### Vorrunde
Der DPV nominierte für die EM mit Natascha Denzinger (SKV Unterensingen/Baden-Württemberg) und Lea Mitschker (TuRa Braunschweig/Niedersachsen) zwei Spielerinnen, die bereits 2011 Europameisterinnen geworden waren.
Dazu kommen Anne Hübchen (PC Göttingen/Niedersachsen) und Laura Schneider (LBR Dresden/Sachsen).
Die Auslosung am Freitag, den 18.10. ergab folgende Vorrundengruppen:
| Gruppen   | Gruppen     |
| --------- | ----------- |
| A         | B           |
| England   | Spanien     |
| Schweiz   | Frankreich  |
| Italien   | Belgien     |
| Slowenien | Deutschland |

#### Gruppe A
In Gruppe A trafen mit England, der Schweiz und Slowenien drei Neulinge bei Europameisterschaften aufeinander. Das vierte Team war Italien, das zuletzt 2009 dabei war.
Die Italienerinnen setzte sich dabei mit drei Siegen als Gruppenerste durch. Auch die Schweiz, die erstmals dabei war, qualifizierte sich mit Siegen über England und Slowenien für das Halbfinale.
| Platz | Team      | Siege | Spiele | Kugeln | Diff. |
| ----- | --------- | ----- | ------ | ------ | ----- |
| 1     | Italien   | 3     | 7:2    | 114:75 | +39   |
| 2     | Schweiz   | 2     | 6:3    | 91:80  | +11   |
| 3     | Slowenien | 1     | 3:6    | 71:89  | −18   |
| 4     | England   | 0     | 2:7    | 64:107 | −43   |

| Runde | Team 1  | Team 2    | 3:3   | 2:2   | 1:1   | Kugeln | Endstand |
| ----- | ------- | --------- | ----- | ----- | ----- | ------ | -------- |
| 1     | England | Schweiz   | 09:13 | 00:13 | 13:5  | 22:31  | 1:2      |
| 1     | Italien | Slowenien | 13:7  | 13:3  | 13:7  | 39:17  | 3:0      |
| 2     | England | Italien   | 07:13 | 11:13 | 13:11 | 31:37  | 1:2      |
| 2     | Schweiz | Slowenien | 13:0  | 13:5  | 13:10 | 39:15  | 3:0      |
| 3     | England | Slowenien | 02:13 | 01:13 | 08:13 | 11:39  | 0:3      |
| 3     | Schweiz | Italien   | 08:13 | 13:12 | 06:13 | 27:38  | 1:2      |

#### Gruppe B
In der Gruppe B trafen, wie bereits 2011 mit Deutschland und Frankreich die beiden Finalisten der EM 2011 schon in der Vorrunde aufeinander. Außerdem waren mit Belgien und Spanien auch die beiden Drittplatzierten in Gruppe B gelost worden.
Somit spielten alle Medaillengewinner von Roskilde in einer Gruppe.
Frankreich setzte sich mit drei Siegen souverän als Erster durch. Spanien erreichte als Zweiter ebenfalls das Halbfinale.
Für die Titelverteidigerinnen gab es lediglich einen Sieg im ersten Triplette gegen Belgien. Jedoch schloss man wie auch die Herren die Vorrunde ohne Sieg als Letzter ab.
| Platz | Team        | Siege | Spiele | Kugeln | Diff. |
| ----- | ----------- | ----- | ------ | ------ | ----- |
| 1     | Frankreich  | 3     | 8:1    | 114:47 | +67   |
| 2     | Spanien     | 2     | 6:3    | 91:80  | +11   |
| 3     | Belgien     | 1     | 3:6    | 75:94  | −19   |
| 4     | Deutschland | 0     | 1:8    | 56:115 | −59   |

| Runde | Team 1     | Team 2      | 3:3   | 2:2   | 1:1   | Kugeln | Endstand |
| ----- | ---------- | ----------- | ----- | ----- | ----- | ------ | -------- |
| 1     | Spanien    | Frankreich  | 08:13 | 02:13 | 13:10 | 23:36  | 1:2      |
| 1     | Belgien    | Deutschland | 11:13 | 13:5  | 13:8  | 37:26  | 2:1      |
| 2     | Spanien    | Belgien     | 03:13 | 13:9  | 13:4  | 29:26  | 2:1      |
| 2     | Frankreich | Deutschland | 13:3  | 13:4  | 13:5  | 39:12  | 3:0      |
| 3     | Spanien    | Deutschland | 13:9  | 13:5  | 13:4  | 39:18  | 3:0      |
| 3     | Frankreich | Belgien     | 13:7  | 13:1  | 13:4  | 39:12  | 3:0      |

### Finalrunde
Die Finalrunde mit den Halbfinalspielen und dem Finale findet komplett am 20. Oktober 2011 statt.
Es spielt der Gruppenerste gegen den Gruppenzweiten der jeweils anderen Gruppe.
In den Halbfinals setzten sich, nach zum Teil hartem Kampf, Frankreich und Spanien durch und erreichten das Finale.
Italien und die Schweiz konnten mit Bronze bei der ersten bzw. zweiten EM-Teilnahme dennoch zufrieden sein.
Frankreich sicherte sich dann im Finale nach 2008 den zweiten Titel.
|  | Halbfinale | Halbfinale | Halbfinale |  |  | Finale | Finale     | Finale |
|  |            |            |            |  |  |        |            |        |
|  |            |            |            |  |  |        |            |        |
|  | A1         | Italien    | 1          |  |  |        |            |        |
|  | B2         | Spanien    | 2          |  |  |        |            |        |
|  |            |            |            |  |  |        | Spanien    | 0      |
|  |            |            |            |  |  |        | Frankreich | 3      |
|  | B1         | Frankreich | 3          |  |  |        |            |        |
|  | A2         | Schweiz    | 0          |  |  |        |            |        |
|  |            |            |            |  |  |        |            |        |

| Runde  | Team 1     | Team 2     | 3:3   | 2:2   | 1:1   | Kugeln | Endstand |
| ------ | ---------- | ---------- | ----- | ----- | ----- | ------ | -------- |
| HF1    | Italien    | Spanien    | 11:13 | 13:11 | 10:13 | 34:37  | 1:2      |
| HF2    | Frankreich | Schweiz    | 13:12 | 13:2  | 13:10 | 39:24  | 3:0      |
| Finale | Spanien    | Frankreich | 08:13 | 02:13 | 05:13 | 15:39  | 0:3      |

### Endstand
| Platz | Land        | Spieler                                                             |
| ----- | ----------- | ------------------------------------------------------------------- |
| 1     | Frankreich  | Morgan Bacon, Audrey Bandiera, Anaïs Lapoutge, Anna Maillard        |
| 2     | Spanien     | Diana Castro, Melani Homar, Marta Fernandez, Cynthia Arrabal        |
| 3     | Italien     | Laura Cardo, Sara Domici, Giulia Levaggi, Jessica Rattenni          |
|       | Schweiz     | Elena Baumgartner, Nicole Bégue, Emilie Métairon, Melanie Schüpbach |
| 5     | Belgien     | Aurélie Delporte, Stéphanie Moiny, Jordane Parker, Alisson Vandaele |
|       | Slowenien   | Kaja Jamnik, Tea Krsinar, Jera Šeruga, Urša Šeruga                  |
| 7     | Deutschland | Natascha Denzinger, Anne Hübchen, Lea Mitschker, Laura Schneider    |
|       | England     | Christina Norris, Sabrina Seville, Samantha Thatcher, Poppy Whatley |